# Hospital Ipiranga
O Hospital Ipiranga está localizado no Centro de Mogi das Cruzes, estado de São Paulo, Brasil.
O hospital também conta com quatro Unidades Avançadas, sendo três localizadas em Mogi das Cruzes e uma na cidade de Suzano. Entre suas principais especialidades estão a Urologia, Clínica Cirúrgica, Ortopedia e Ginecologia.

## Características
Fundado em 11 de agosto de 1962, foi idealizado para atender a população de Mogi das Cruzes e região. O hospital possui completa infra-estruturas físicas e organizacionais.

### Setores
- Pediatria, com UTI Infantil, Pronto-Atendimento Pediátrico e Centro cirúrgico.
- Berçário, com UTI Neo Natal.
- Centro Cirúrgico.[5]
- UTI.
- Pronto-Atendimento Geral, Pediátrico e Gineco-Obstétrico.
- Laboratório.
- Tomografia.